# Bauhinia mendoncae
Bauhinia mendoncae är en ärtväxtart som beskrevs av Antonio Rocha da Torre och Jean Olive Dorothy Hillcoat. Bauhinia mendoncae ingår i släktet Bauhinia och familjen ärtväxter. Inga underarter finns listade i Catalogue of Life.